# Pedro Javier Cáceres
Pedro Javier Cáceres es un crítico taurino y periodista radiofónico español.

## Carrera profesional
Su carrera ha estado siempre ligada a la Cadena COPE, en la cual entró en octubre de 1976.  Fue el creador y director de programas como Castilla 77, Castilla Deportes y Tiempo de Fiesta. Colaboró en espacios deportivos como Tiempo de Juego, informativos y políticos. En ocasiones, realizó sustituciones de grandes estrellas de la cadena como Joaquín Prat y Encarna Sánchez.
En 1987 creó El Albero, programa taurino en el que se mantuvo como director durante 20 años hasta el 17 de diciembre de 2006, día en que presentó su último programa. Abandonó la cadena tras no serle renovado su contrato, cuando su espacio era segundo en su franja horaria con 218.000 oyentes. Fue sustituido por Rafael Cabrera Bonet a partir de enero de 2007, manteniéndose el nombre del programa.

## Premios
Entre otros premios, ha recibido dos distinciones de la Federación Nacional Taurina a la Mejor información en radio, el galardón de la Asociación de la Prensa de Madrid en 1986, el premio Cossío del año 2000 y el primer premio Enrique Ponce del Club Allard a la Mejor labor periodística.